# MOS RRIOT
Il MOS 6530 ROM-RAM-I/O-Timer (RRIOT) è un circuito integrato progettato da MOS Technology. Realizzato con un package DIP40, contiene 64 byte di RAM statica, 1 kB di ROM, 2 porte di input/output bidirezionali ad 8 bit ed un timer programmabile. È molto simile al MOS 6532 RIOT, che però ha il doppio di RAM e non ha la ROM interna.
Grazie all'elevata integrazione di transistor, il 6530 era usato in situazioni d'impiego nelle quali al giorno d'oggi sarebbe utilizzato un microcontrollore.